# Niña costera

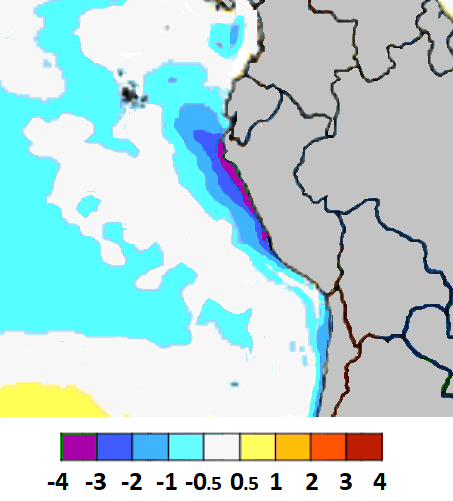
Evento de La Niña costera en marzo de 2018.

La Niña costera, también llamada Fenómeno de La Niña costera, es un evento climatológico que consiste en el enfriamiento anómalo de las aguas del Océano Pacífico ecuatorial en las proximidades de las costas sudamericanas, lo que implica que afecta el clima de países como Perú y eventualmente de Ecuador. Es un fenómeno local que no afecta el clima a nivel global, por lo que hay que resaltar la diferencia con la Niña oceánica, el cual es un fenómeno climático de mayores dimensiones que consiste en el enfriamiento anómalo del Pacífico central y ecuatorial. 
Tanto la Niña costera como la Niña oceánica forman parte del fenómeno de La Niña, lo que las diferencia es su localización geográfica y la relación entre ellas son estudiadas por el Comité Multisectorial Encargado del Estudio Nacional del Fenómeno El Niño (ENFEN) en Perú. En oposición a la Niña costera, está el fenómeno del Niño costero, un evento cálido que ha traído graves consecuencias en la región. Para la medición de estos fenómenos, se usa el Índice Costero El Niño (ICEN), el cual se compara con el Índice Oceánico del Niño (ONI), y cuyos valores negativos o positivos definirán la intensidad de un evento de la Niña o del Niño, respectivamente.

## La Niña costera de 2018

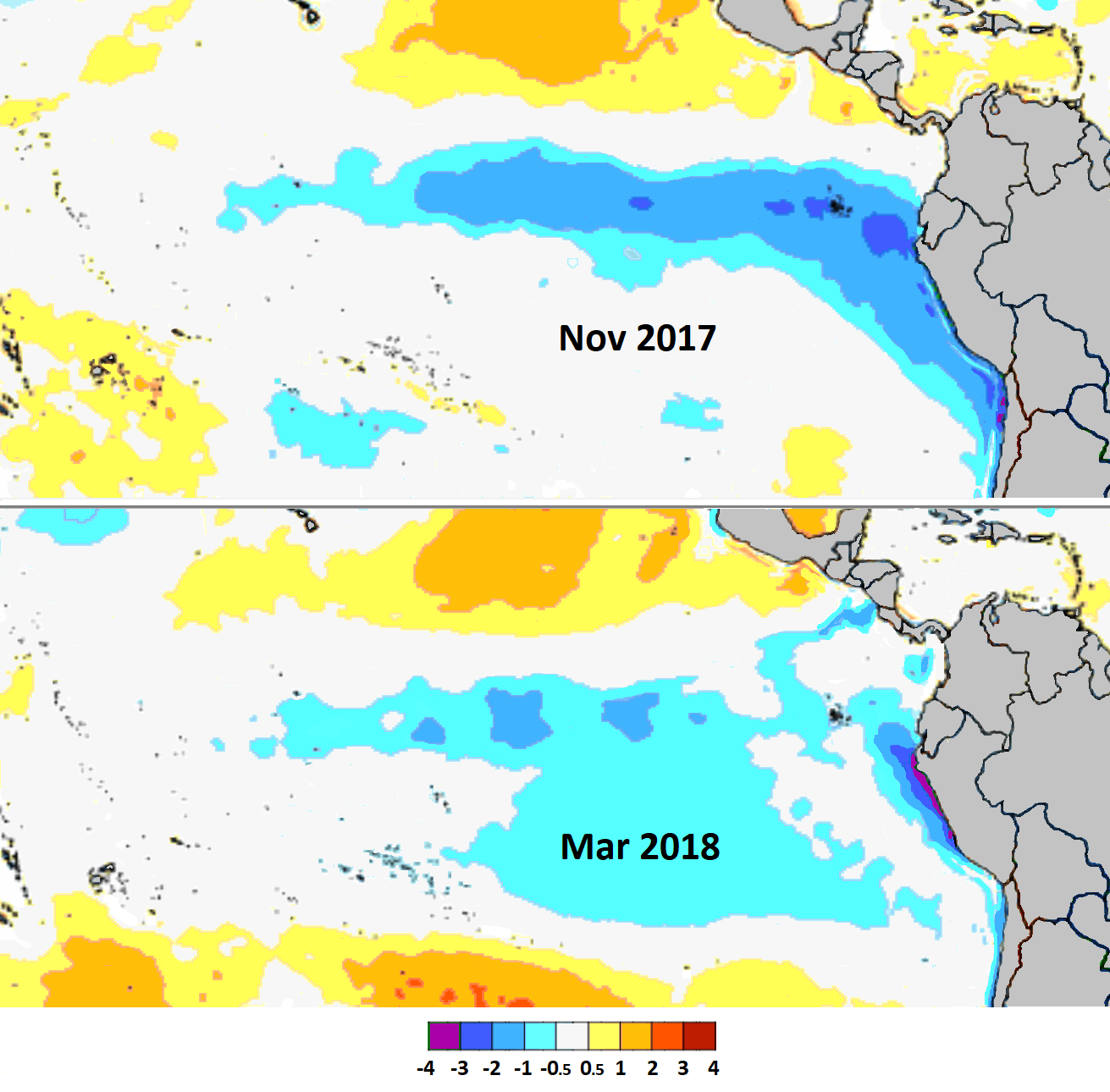
Evento de La Niña de 2017-18. Máximo desarrollo (Niña global) en noviembre de 2017 y máxima intensidad en el litoral (Niña costera) en marzo de 2018.

Para el verano austral de 2018, se lanzó una alerta del desarrollo de un evento de la Niña costera que afectaría la costa de Perú. Esta Niña costera puede considerarse la fase final del evento de La Niña global 2017-18, evento que duró desde septiembre de 2017 hasta abril de 2018 y que tuvo la calificación de Niña débil, con un índice ONI máximo de -1.0. Esta Niña global no afectó significativamente la costa peruana, hasta que se desarrolla la Niña costera de 2018, la cual dura de marzo a agosto de este año.
Esta Niña costera produjo uno de los inviernos más fríos que ha afectado todas las regiones del Perú. En Lima, cuya temperatura mínima media es de 15 °C, bajó a 13 °C; y en la costa norte (Piura y Lambayeque) se presentaron los mayores descensos anómalos.
La presencia de La Niña Costera, sumada a los friajes (vientos fríos del sur) aumentaron las precipitaciones y heladas que produjeron unos 700 fallecidos en los Andes peruanos, además de ocasionar la muerte unos 30,000 animales de uso ganadero en la Puna.